# Cenanges spectralis
Cenanges spectralis är en insektsart som beskrevs av Ronald Gordon Fennah 1952. Cenanges spectralis ingår i släktet Cenanges och familjen Derbidae. Inga underarter finns listade i Catalogue of Life.